# 公務員学科
公務員学科（こうむいんがっか）は、教育機関に設置される学科。

## 概要
公務員を目指す者が入学する学科。公務員学科では公務員試験に合格できるようになることを目指す。公務員試験は筆記試験だけでなく面接もある。このためビジネスマナーやコミュニケーション能力を身に付けることも目指される。
2年制専門学校の公務員学科は卒業することで専門士の称号を得られる。そして専門士は短期大学卒業相当の学歴となる。このため2年制専門学校を卒業して公務員になったならば短期大学卒業相当の収入を得られるようになる場合がある。
1年制と2年制の2つの公務員学科を設置している専門学校も存在する。このような専門学校の中には1年制で公務員を目指したもののなれなかった場合に、2年制の公務員学科の2年次に編入学して再び公務員試験に挑戦できるようにしているところもある。
1年制と2年制の2つの公務員学科を設置している専門学校の2年制に入学しても1年次に公務員試験を受験することができて、この場合に公務員試験に合格したならば早期に卒業して1年制公務員学科を卒業したこととする専門学校もある。
2年制の公務員学科を卒業することができたならば、大学編入学試験を受験できるようになり、合格できたら大学の3年次に編入学をすることができるようになる。

## 公務員学科を設置する教育機関
- 専門学校岡山情報ビジネス学院[4]
- 専門学校ビーマックス[5]
- 龍馬情報ビジネス＆フード専門学校[6]
- 穴吹ビジネスカレッジ[7]
- Ｓ.Ｋ.Ｋ.情報ビジネス専門学校[8]
- 専門学校坪内総合ビジネスカレッジ[9]
- 日本工学院北海道専門学校[10]
- 神奈川経済専門学校[11]
- 伝統文化と環境福祉の専門学校[12]
- 太田情報商科専門学校[13]
- 専門学校YICグループ[14]
- 吉田学園公務員法科専門学校[15]
- さくら総合専門学校[16]
- 高知情報ビジネス＆フード専門学校[17]